# Mentalidad de rebaño
La mentalidad de rebaño, mentalidad de turba y mentalidad de manada, también menos conocida como mentalidad de pandilla, describe cómo las personas pueden ser influenciadas por sus compañeros para que adopten ciertos comportamientos sobre una base más emocional que racional. Cuando las personas se ven afectadas por la mentalidad de rebaño, pueden tomar decisiones diferentes a las que tomarían individualmente.
Los psicólogos sociales estudian los temas relacionados con la inteligencia grupal, la sabiduría colectiva, el pensamiento grupal, la desindividuación y la toma de decisiones descentralizada.

## Historia
La idea de una "mente de grupo" o " comportamiento de turba" fue propuesta por primera vez por los psicólogos sociales del siglo XIX Gabriel Tarde y Gustave Le Bon. El comportamiento de manada en las sociedades humanas también ha sido estudiado por Sigmund Freud y Wilfred Trotter, cuyo libro Instincts of the Herd in Peace and War es un clásico en el campo de la psicología social. The Theory of the Leisure Class, del sociólogo y economista Thorstein Veblen, ilustra cómo los individuos imitan a otros miembros del grupo de mayor estatus social en su comportamiento de consumo. Después, en 1960, Elias Canetti analizo el comportamiento de las turbas y sus consecuencias en el cambio político en su obra magna Masa y poder. Más recientemente, Malcolm Gladwell en The Tipping Point, examina cómo los factores culturales, sociales y económicos convergen para crear tendencias en el comportamiento del consumidor. En 2004, el columnista financiero del New Yorker, James Surowiecki publicó La sabiduría de las multitudes.
Los campos académicos del siglo XXI, como el marketing y las finanzas conductuales, intentan identificar y predecir el comportamiento racional e irracional de los inversores. (Véase el trabajo de Daniel Kahneman, Robert Shiller, Vernon L. Smith y Amos Tversky). Impulsados por reacciones emocionales como la codicia y el miedo, se puede ver que los inversores se unen a la compra y venta frenética de acciones, creando burbujas y colapsos. Como resultado, los expertos en finanzas conductuales estudian de cerca el comportamiento de manada para ayudar a predecir futuras crisis económicas.

## Investigación

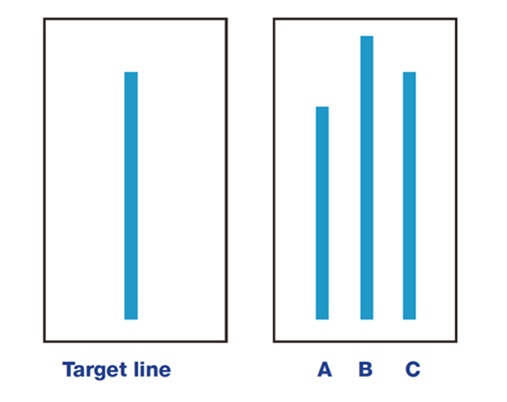
Los participantes tenían que indicar en voz alta qué línea (A, B o C) era más similar a la línea objetivo.

Los experimentos de conformidad de Asch (1951) incluyeron una serie de estudios dirigidos por el psicólogo estadounidense Solomon Asch que midieron los efectos de las creencias y opiniones del grupo mayoritario en los individuos. 50 estudiantes varones del Swarthmore College participaron en una prueba de visión con una tarea de juicio de longitud de una línea.
Un participante ingenuo fue colocado en una sala con siete cómplices (es decir, actores) que habían acordado de antemano igualar sus respuestas. El participante no estaba al tanto de esto y se le dijo que los actores también eran participantes ingenuos. Hubo una condición de control sin cómplices. Los cómplices dieron a propósito la respuesta incorrecta en 12 ensayos. El otro participante solía ir con el grupo y decía la respuesta incorrecta.
A lo largo de 18 ensayos en total, Asch (1951) encontró que un tercio (33%) de los participantes ingenuos se conformaron siempre con la mayoría claramente incorrecta, y el 75% de los participantes se conformaron en 12 ensayos. Menos del 1% de los participantes dieron una respuesta incorrecta cuando no había cómplices.
Investigadores de la Universidad de Leeds realizaron un experimento grupal en el que se les dijo a los voluntarios que caminaran al azar por una gran sala sin hablar entre ellos. Luego, a unos pocos seleccionados se les dieron instrucciones más detalladas sobre dónde caminar. Los científicos descubrieron que las personas terminan siguiendo ciegamente a una o dos personas instruidas que parecen saber a dónde van. Los resultados de este experimento demostraron que solo se necesita un 5% personas seguras e instruidas para influir en la dirección del otro 95% de las personas en la multitud, y los 200 voluntarios hicieron esto sin siquiera darse cuenta.
Investigadores de la Universidad Hebrea, de la NYU y del MIT exploraron la mentalidad de rebaño en espacios en línea, específicamente en el contexto de "opiniones agregadas y digitalizadas". Los comentarios en línea recibieron un voto inicial positivo o negativo (hacia arriba o hacia abajo) en un sitio web no revelado durante cinco meses. Los comentarios del grupo de control se dejaron de lado.
Los investigadores encontraron que "la primera persona que leyó el comentario tenía un 32% más de probabilidades de votar a favor si ya se le había dado una puntuación positiva falsa". Durante los cinco meses, los comentarios calificados artificialmente de manera positiva mostraron una puntuación promedio un 25% más alta que el grupo de control, y el voto negativo inicial terminó sin significación estadística en comparación con el grupo de control. Los investigadores encontraron que "las calificaciones anteriores crearon un sesgo significativo en el comportamiento de las calificaciones individuales, y las influencias sociales positivas y negativas crearon efectos de rebaño asimétricos". 
"Ese es un cambio significativo", afirmó el Dr. Aral, uno de los investigadores involucrados en el experimento. "Vimos cómo estas pequeñas señales de influencia social se convertían en una bola de nieve en comportamientos como el rebaño".